# Monestir de Sant Saba
|  | Per a altres significats, vegeu «Mar Saba». |

Monestir de Sant Saba (Монастырь святого Саввы Освященного) és un monestir ortodox masculí a la ciutat de Melitòpol. Fou fundat el 1995. El nom honora a Sant Saba de Mutalasca.